# Gleichenia umbraculifera
Gleichenia umbraculifera là một loài dương xỉ trong họ Gleicheniaceae. Loài này được T. Moore mô tả khoa học đầu tiên.